# Turbinicarpus
Turbinicarpus je rod kaktusov, v katerem so združeni nekateri majhni in srednje veliki kaktusi iz Mehike, zlasti države San Luis Potosí, Guanajuato, Nuevo León, Querétaro, Hidalgo, Coahuila, Tamaulipas in Zacatecas.
Rod Turbinicarpus je leta 1936 opisal Curt Backeberg kot podrod Strombocactus, leto kasneje pa sta ga C. Backeberg in Franz Buxbaum opisala kot samostojen rod.
Kaktusi iz rodu Turbinicarpus rastejo na različnih tleh od strmih skalnih pobočjih na višini od 300 do 3300 m. Korenine se zarastejo med skalne razpoke, na bolj rodovitnih področjih v ravninskem predelu pa rasejo v skoraj čistih apnenčastih tleh, kjer je površina zemlje praktično bele barve. V apnenčastih tleh rasejo predvsem T. lophophoroides, T. hoferi in drugi. Večina raste v tleh z nizko vsebnostjo organskih snovi in veliko količino peska, kar omogoča zelo dobro drenažo. Rastline, ki rastejo v zemlji z višjo vsebnostjo organskih sestavin so po navadi večje od tistih, kjer je vsebnost organskih sestavin nižja.

## Izvor imena
Ime rodu Turbinicarpus izhaja iz latinske besede turbo - vrtinčiti in grške besede karpos - plod.

## Opis rastline
Kot pri nekaterih drugih kaktusih je tudi pri rastlinah iz rodu Turbinicarpus koreninski sistem prilagojen preživetju v zelo sušnih področjih. Korenine so sestavljene iz zelo močnega, dolgega glavnega korena in treh do štirih manjših stranskih korenov, na katerih so tanki koreninski laski, kateri vsrkavajo vodo. Zgornji del korenin je pogosto nad zemljo. Koreninski sistem pomeni več kot 80 % skupne mase kaktusa. V času ko je vode dovolj, koreninski laski vsrkavajo iz zemlje vodo in jo shranjujejo v glavnem korenu. V kolikor je vode v izobilju, je možno da se kaktus tako napolni z vodo, da tudi bočno poči. V času suše kaktus črpa vodo iz glavnega korena. V dolgem sušnem obdobju se lahko koreninam zmanjša masa za 50 %. Korenine imajo tudi to lastnost, da se v suši skrčijo v tla ali v skalno razpoki, da se zaščitijo pred močnim soncem. Glavni koren služi kot sidro rastline na strmih pobočjih. Pri nekaterih vrstah Turbinicarpus iz podrodu Rapicactus - T. mandragora, T. subterraneus in T. zaragozae je koreninski sistem zelo tanek in manj sočen, je pa sposoben pognati nov zunanji del rastline, če se ta posuši ali jo požrejo kakšne živali.
Oblika stebla je odvisna od vrste. Turbinicarpus so večinoma okrogle do ovalno okrogle oblike. Rebra niso očitna, so pa lepo vidne bradavice, ki so večinoma okrogle, pri nekaterih vrstah tudi delno stožčaste, vendar nizke. Povrhnjica je zelo debela, da preprečuje izgubo tekočine. V povrhnjici so globoke reže, ki omogočajo rastlini izmenjavo plinov. V zelo sušnem obdobju se podobno kot pri nekaterih drugih rastlinah s CAM presnovo (crassulaceae acid metabolism) reže odprejo ponoči, ko so nižje temperature, da se zmanjša izguba tekočine.
Na vrhovih bradavic so areole, ki so v nekaterih primerih poraščene z belimi vlakni - trihomi.
Bodice, ki rastejo iz sredine areole, so večinoma zakrivljene, mehke, konice pa niso ostre. Pri nekaterih vrstah je površina bodic porozna, da lahko absorbira vlago. To se pojavlja pri T. schmiedickeanus, T. klinkerianus, T. gracilis in nekaterih drugih vrstah. Pri teh so na bodicah vidne prečne razpoke, ki absorbirajo vodo iz ozračja preko votlih celic. To je tudi slabost, saj skozi te razpoke izgubljajo vlago.
Cvetovi se pojavljajo tik pod vrhom bradavic, so zvončaste oblike in se široko odprejo na sončni svetlobi. Odvisno od vrste so bele, rumene in rožnate do rdeče barve.
Plod je okroglo podolgovate oblike. Ko je posušen, se po dolžini odpre. Semena so podolgovata, 1 - 1,5 mm dolga in črne barve. Semena pri večini rastlin iz rodu Tubinicarpus ostanejo skrita v gostih vlaknih na areolah in lahko ostanejo tam tudi nekaj let, kar je slabo za širjenje populacij določenih vrst, ki se omejijo na zelo majhen prostor. Rastline so zelo ogrožene tudi zaradi zbirateljskega nabiranja v naravi.
Kaktusi iz rodu Turbinicarpus so v evolucijskem razvoju prilagodili obliko plodov in semen, da se njihova semena razširijo čim dalje od matične rastline. Plodovi so oblikovani tako da jih ptice ter druge živali zaužijejo in jih odnesejo daleč proč od rastline. Semena so obdana z lupino, katere prebavni sok ne uniči. Ob izločanju iz živali lahko seme vzkali v živalskem blatu.

## Razmnoževanje
Seme se poseje spomladi ali jeseni v rastlinjakih v pokrite posode pri temperaturi so 30 °C. Substrat mora biti dobro prepusten in ne prekisel. Semena vzkalijo približno v treh tednih. Po kalitvi semen je potrebno posode odkriti in držati zmerno vlažnost. Pri velikosti 1 cm rastline pikiramo. Ko rastline dobijo dovolj močno povrhnjico, jih lahko posadimo v lonce. Pri večini vrst morajo biti zaradi debelega korena lonci globoki, pri T. lophophoroides in njihovih podvrstah pa ne, ker imajo plitko korenino.

## Škodljivci in bolezni
Najpogostejši škodljivci pri gojenju so volnata uš in rdeči pajek. Najbolj pogosta je koreninska gniloba, ki se običajno pojavi zaradi nepravilne sestave substrata ali prepogostega zalivanja rastlin.

## Ogroženost
Vse vrste v rodu Turbinicarpus so skrajno ogrožene. So strogo zaščitene in so seznamu ogroženih rastlin CITES APP I.

## Vrste in varietete
Rod Turbinicarpus
Podrod Turbinicarpus
Serija Gracilis
- Turbinicarpus dickisoniae
- Turbinicarpus gracilis
- Turbinicarpus hoferi
- Turbinicarpus swobodae

Serija Lophophoroides
- Turbinicarpus alonsoi
- Turbinicarpus bonatzii
- Turbinicarpus flaviflorus
- Turbinicarpus knuthianus
- Turbinicarpus jauernigii
- Turbinicarpus laui
- Turbinicarpus lophophoroides
- Turbinicarpus rioverdensis

Serija Macrochele
- Turbinicarpus macrochele
- Turbinicarpus macrochele subsp. frailensis
- Turbinicarpus macrochele subsp. polaskii
- Turbinicarpus macrochele subsp. valteri

Serija Turbinicarpus
- Turbinicarpus klinkerianus
- Turbinicarpus klinkerianus subsp. schwartzii
- Turbinicarpus klinkerianus subsp. hiemalis
- Turbinicarpus klinkerianus subsp. planiziei
- Turbinicarpus schmiedickeanus
- Turbinicarpus schmiedickeanus subsp. rubriflorus
- Turbinicarpus schmiedickeanus subsp. andersonii

Serija Valdeziani
- Turbinicarpus pseudopectinatus
- Turbinicarpus valdezianus

Serija Gymnocactus
- Turbinicarpus nieblae
- Turbinicarpus saueri subsp. saueri
- Turbinicarpus saueri subsp. nelissae
- Turbinicarpus ysabelae

Serija Viereckii
- Turbinicarpus gielsdorfianus
- Turbinicarpus major
- Turbinicarpus viereckii subsp. viereckii
- Turbinicarpus viereckii subsp. neglectus

Naravni križanci 
- Turbinicarpus × mombergeri (pseudopectinatus × laui)

Podrod Kadenicarpus 
Sekcija Bravocactus
- Turbinicarpus horripilus

Sekcija Kadenicarpus
- Turbinicarpus krainzianus
- Turbinicarpus krainzianus subsp. minimus
- Turbinicarpus pseudomacrochele

Rod Rapicactus
Podrod Rapicactus
- Rapicactus beguinii
- Rapicactus beguinii subsp. hintoniorum
- Rapicactus booleanus
- Rapicactus canescens
- Rapicactus donatii
- Rapicactus subterraneus
- Rapicactus zaragosae

Podrod Lodia
- Rapicactus mandragora
- Rapicactus pailanus

## Sinonimi
- Gymnocactus Backeb.
- Normanbokea Kladiwa & Buxb.